# Gurban Gurbanov
Gurban Gurbanov (en azéri : Qurban Qurbanov), né le 13 avril 1972 à Zakataly en Azerbaïdjan, est un footballeur international azerbaïdjanais, devenu entraîneur à l'issue de sa carrière, qui évoluait au poste d'attaquant. 
Il compte 68 sélections et 14 buts en équipe nationale entre 1992 et 2005. Il est le meilleur buteur de l'histoire de l'Azerbaïdjan.
Il est actuellement l'entraîneur du FK Qarabağ Ağdam depuis 2008.

## Biographie

### Carrière de joueur
Gurban Gurbanov dispute six matchs en Ligue des champions, et deux matchs en Coupe de l'UEFA,.

### Carrière internationale
Gurban Gurbanov compte 68 sélections et 14 buts avec l'équipe d'Azerbaïdjan entre 1992 et 2005. 
Il est convoqué pour la première fois par le sélectionneur national Alakbar Mammadov pour un match amical contre la Géorgie le 17 septembre 1992 (défaite 6-3). Par la suite, le 8 juin 1993, il inscrit son premier doublé en sélection contre le Kazakhstan, lors d'un match amical (3-3). Il reçoit sa dernière sélection le 7 septembre 2005 contre l'Autriche (0-0).

### Carrière d'entraîneur
Le 31 mars 2025, la société de médias américaine Sporting News a compilé une liste des entraîneurs ayant servi le plus longtemps dans le monde avec une seule équipe. Gurban Gurbanov s'est classé deuxième sur la liste, ayant servi comme entraîneur-chef du club d'Aghdam pendant 16 ans et 244 jours à cette date.

## Palmarès

### En tant que joueur
- Avec le Turan Tovuz
  - Champion d'Azerbaïdjan en 1994

- Avec le Neftchi Bakou
  - Champion d'Azerbaïdjan en 1997, 2004 et 2005
  - Vainqueur de la Coupe d'Azerbaïdjan en 1997 et 2004

### En tant qu'entraîneur
- Avec le Qarabağ Ağdam
  - Champion d'Azerbaïdjan en 2014, 2015, 2016, 2017 et 2018
- Vainqueur de la Coupe d'Azerbaïdjan en 2009, 2015, 2016 et 2017

### Distinctions personnelles
- Footballeur azerbaïdjanais de l'année en 2003
- Meilleur buteur du Championnat d'Azerbaïdjan en 1997 (34 buts)